# Lijst van Lierenaars
Deze lijst van Lierenaars betreft bekende personen die in de Belgische stad Lier zijn geboren.

## A
- Bert van Aerschot, schrijver
- Kristine Arras, actrice
- Wim Arras, voormalig wielrenner

## B
- Jan Van Beers, kunstschilder
- Anton Bergmann, schrijver en advocaat
- George Bergmann, politicus en advocaat
- René Bervoets, atleet
- Cornelis de Bie, schrijver en jurist
- Ruben Block, zanger van Triggerfinger
- Door Van Boeckel, acteur
- Louis Van Boeckel, kunstsmid
- Herman Van Breda, filosoof
- Guido Van den Bogaert, politicus
- Fons Borginon, politicus en oud-voorzitter van de Volksunie
- Wim Brioen, gitarist
- Dave Bruylandts, voormalig veldrijder
- Herbert Bruynseels, acteur

## C
- Hendrik Cappuyns, bestuurder
- Edward Careels (1857- 1933), architect en directeur van de academie
- Jan Ceulemans, voetballer en voetbaltrainer
- Raymond Ceulemans, carambole-biljarter
- Paul Cools, advocaat
- Marcel Cordemans (1891-1991), journalist; hoofdredacteur van De Standaard

## D
- Jan Baptist David, kanunnik, voorzitter van het Taalcongres
- Herman Dehennin (1929-2020), diplomaat en hofdignitaris
- Raymond de la Haye, kunstschilder
- Patrick Dewael, politicus, burgemeester van Tongeren, voorzitter van de Kamer van volksvertegenwoordigers
- Luk D'Heu, acteur, kunstschilder en beeldhouwer
- Pieter Dox, priester en missionaris, vermoord tijdens de Simba opstand
- Edmond Duysters (1871 - 1953), politicus
- Dirk Dyck, accountant

## E
- Sien Eggers, actrice
- Lucas Van den Eynde, acteur
- Willem Van Eynde, voormalig wielrenner
- Gaston Eyskens, oud-premier

## G
- Michael Goolaerts (1994-2018), wielrenner
- Pol Goossen, acteur

## H
- Ernest Van der Hallen, schrijver en katholiek jeugdleider tijdens het interbellum
- Herman Helleputte, voetballer en voetbaltrainer
- Wim Henderickx, componist, percussionist en muziekpedagoog (overleden 2022)
- Carl Hoefkens, voetballer
- Gommaar Huygens, theoloog, priester

## K
- Willem Gommaar Kennis, componist en violist

## L
- Jan Laureys (1881 - 1955), arts en politicus
- Mats Lunders (1991), atleet
- Jolien Leemans (1994), atlete
- Marc Lauwrys, acteur

## M
- Leo Madder, acteur
- Peter Mangel Schots, schrijver en dichter
- Duarte Marivoet (2005), wielrenner
- Bart Martens (1969), politicus en milieuactivist
- Nico Meylemans, dirigent, trompettist en bugelist
- Jan Mortelmans, gemeenteraadslid en voormalig volksvertegenwoordiger
- Victor Petrus Ludovicus Muyldermans, componist, dirigent, eufoniumspeler en muziekuitgever

## N
- Beatrijs van Nazareth, mystica, schrijfster en priorin (1200-1268)
- Lidewij Nuitten, documentairemaakster
- Nick Nuyens, wielrenner

## O
- Laura Omloop, zangeres
- Isidore Opsomer, portretschilder

## P
- Serge Pauwels (1983), wielrenner
- Bob Peeters (1974), voetballer en voetbaltrainer

## R
- Nicolas Rommens, voetballer
- Oscar Van Rompay, kunstschilder
- Eva de Roovere, zangeres

## T
- Hugo Thijs, wielrenner
- Paul Thijs, atleet
- Felix Timmermans, schrijver
- Gommaar Timmermans (1930-2023), striptekenaar en -schrijver

## V
- Niels Van den Eynde, basketter
- Peter Van De Velde, acteur
- Herman Vanderpoorten, politicus, oud-burgemeester
- Marleen Vanderpoorten, politica, oud-burgemeester
- Joris Vercammen, emeritus-aartsbisschop van het aartsbisdom Utrecht van de Oudkatholieke Kerk
- Mark Verhaegen, burgemeester van Hulshout en volksvertegenwoordiger
- Sven Vermant, voetballer
- Arthur Vermeeren, voetballer
- Jan Verstraeten, veldrijder
- Stef Vervoort, voetballer
- Karel Vingerhoets, acteur
- Bernard Voorhoof, voetballer

## W
- Els Van Weert, politica, Eerste Schepen
- Yanina Wickmayer, professioneel tennisster
- Yves De Winter, voetbaldoelman
- Frans Wouters, schilder

## Z
- Louis Zimmer, uurwerkmaker